# 木衛二—木星系統任務
木衛二－木星系統任務－拉普拉斯（英語：Europa Jupiter System Mission – Laplace，簡稱EJSM/Laplace）是一項由美国国家航空航天局（NASA）與欧洲空间局（ESA）聯合策劃的深空探測計劃，旨在對木星及其冰衛星系統（重點為木衛二、木衛三與木星磁層）展開綜合性科學考察。該任務原定於2020年前後發射，核心架構包含兩個獨立軌道器：NASA主導的木星-木衛二軌道飞行器（JEO）負責探測木衛二的冰殼與潛在地下海洋，ESA主導的木星-木衛三軌道飞行器（JGO）則專注於木衛三的磁層與地質特徵。此任務源於2008年啟動的「外行星旗艦任務」（Outer Planet Flagship Mission）聯合研究，並在2009年擊敗土星系統探測提案（TSSM/TandEM）成為優先項目。
國際合作方面，日本宇宙航空研究開發機構（JAXA）曾提議提供木星磁層軌道器（JMO）與木星特洛伊小行星探測器（JTAX），俄罗斯联邦航天局（Roscosmos）則考慮參與著陸器研發，但均未達成最終協議。經費評估顯示，JEO總成本可能達47億美元（按2011年美國國家科學院報告估算），而木星-木衛三軌道飞行器的預算可能達到10億美金（7.1億歐元），JGO預算約為7.1億歐元（相當於當時匯率10億美元）。
2011年4月，ESA因NASA預算限制宣布聯合任務難以執行，轉而推動以JGO為基礎修改的單獨任務木星冰月軌道器（JUICE），並於2012年5月獲選為ESA「宇宙視野」計劃首個大型任務（L1），最終於2023年4月14日發射。JUICE任務擴展了科學目標，除木衛三外還將探測木衛四與兩次飛掠木衛二，其設計延續EJSM/Laplace對冰衛星宜居性的研究主軸。  
NASA方面則於2015年6月批准歐羅巴快船（Europa Clipper）作為JEO的替代方案，該探測器於2024年10月14日發射，採用飛掠觀測模式以避開木星強輻射帶，預計2030年抵達木星系統。與EJSM/Laplace的雙軌道器協同作業不同，歐羅巴快船與JUICE雖無直接合作架構，但兩者數據將互補以深化對木星冰衛星的比較研究。
科學目標上，EJSM/Laplace旨在驗證木星系統是否存在宜居環境，具體包括：分析冰下海洋成分、繪製冰殼結構、比較衛星外氣層與磁層交互作用，以及評估地質活動特徵以選定未來著陸點。此框架直接影響後續JUICE與歐羅巴快船的儀器配置，例如JUICE搭載的冰穿透雷達與歐羅巴快船的質譜儀均繼承自原始任務設計。

## 起源
2008年2月，美国宇航局和欧洲空间局開始聯合探討在稱為外行星旗艦任務的架構下发送探測器探測外行星的冰衛星可能性。其中兩個主要的候選任務就是本計畫和包含了原本欧空局土衛六和土衛二任務（TandEM）的土卫六－土星系统任务（TSSM）。
2009年2月，美国宇航局和欧空局宣布木星系統任務將會優先於土星系統任務。欧空局負責的部分仍面臨另外兩项計畫：激光干涉空间天线和國際X射線天文台的資金競爭，這也是美国宇航局一直發射單一探測器作為整個計畫部分應急之用的原因。
2009年2月18日，美国宇航局和欧空局聯合宣布木星和土星系統探測計畫都可以繼續進行，但木星計畫優先。而木星探測計畫預計將在2020年發射，並在2026年抵達木星。土星和土衛六任務則會稍晚發射。
根據美国宇航局2011年十年探測計畫與預算，聯合探測計畫在時間表上不太可能出現，所以欧空局正尋求進行歐洲主導的探測計畫的可行性。

## 任務架構

本地圖顯示了所有目前參加計畫的國家（紅色）和有意加入的國家（棕色）。

這個計畫最主要的特點就是提出了兩個，可能三個，甚至是四個各自獨立的軌道探測器/登陸艇。
- 美国宇航局: 木星-木衛二軌道飞行器，計畫探測木衛二和木衛一。
- 欧空局: 木星-木衛三軌道飞行器，計畫探測木衛三和木衛四。
- 日本宇宙航空研究開發機構: 木星磁層軌道器，計畫探測木星的磁層。
- 俄罗斯联邦航天局: 木衛二登陆器，計畫登陸木衛二表面以進行現地探測。

本計畫的基礎架構是欧空局和美国宇航局的探測器，並且預計將在2020年發射，之後在分別進入探測木衛二和木衛三的環繞軌道前要執行許多錯綜複雜的木星系統探測。而這兩台探測器將各自獨立發展與發射，再一起協同探測。而探測器的發射和航行時間是互相獨立的。雖然這一系列探測器主要是探測四顆伽利略衛星中的兩顆，但共同運作可使整個探測體系包含木星本身，磁層和環。
這兩個探測器將探測木星的動態現象，例如木衛一的火山活動和木星的大氣層，並了解木星磁層以及和伽利略衛星交互作用的狀況。並且將會確認在木衛二和木衛三冰外殼下假設的液態水海洋。如果日本加入探測計畫，將會進行木星磁層的探測，提供天文物理學上的磁層盤面與三維的木星系統協同探測。

### 目的
本計畫的目的是要確認木星系統是否有適合生命的環境。計畫最基本的主題可以進一步聚焦到關於行星適居性的科學目的（集中研究木衛二和木衛三）。而主要的科學目標是：
- 確認衛星表面之下的海洋存在。
- 確認衛星的水冰外殼和表面下的液態水。
- 確認木衛三的深層構造和其內在磁場。
- 比較散逸層、電漿環境和磁層交互作用。
- 確認衛星表面組成物質和化學性質。
- 了解衛星表面地形特徵，包含近年或持續活動區域，並確認和描述未來登陸任務的區域。

### 加入俄羅斯木衛二登陸艇可能性
俄罗斯联邦航天局和俄羅斯科學院正考慮進行一個獨立的木衛二探測任務，稱為木衛二登陆器。該探測器將由聯合號系列運載火箭發射，並由欧空局和/或美国宇航局的衛星作為向地球傳輸資料的中繼站。目前已經在設想由國際上廣泛提供科學酬載和探測工具。根據現有的資源將會有一個在機械臂上的磨床，甚至是鑽孔或熱穿透系統的構想以確認木衛二表面冰層特徵。其他的建議構想則有使用衝擊器穿透輻射照射物質以到達原始水冰。一旦開始進行撞擊，探測器就可以釋出熱溶系統以探測木衛二表層。

## 外部連結
- Joint NASA/ESA report on the Laplace/EJSM mission （页面存档备份，存于）
  - Detailed report on the ESA contribution to the Europa Jupiter System Mission （页面存档备份，存于）
  - Detailed report on the NASA contribution to the Europa Jupiter System Mission
- Benson – Solar Power for Outer Planets Study (2007) – NASA  （页面存档备份，存于） (with analysis of using solar power at Jupiter)